# Javivi
Javier Gil Valle (Hervás, Cáceres, 20 de junio de 1961), conocido popularmente como Javivi, es un actor español.
Vivió de pequeño en Francia y después viajó a Madrid, donde estudió Bachillerato y Sociología, carrera que ejerció en Madrid antes de regresar a París, donde se doctoró en La Sorbona.
En 1994 regresa a España para comenzar su carrera como actor con Inocente, inocente. Desde entonces ha participado en varias obras de teatro, películas y programas de televisión entre las que destaca Ana y los siete.
El nombre de Javivi le viene por su tartamudez.

## Trayectoria profesional

### Cortometraje
- Vida x Vida (2012) Corto realizado en pro de la donación de Órganos.

### Cine
- Los Porretas (1996)
- Brácula: Condemor II (1997)
- Igual caen dos (El atardecer del Pezuñas) (1997)
- Mátame mucho (1998)
- El grito en el cielo (1998)
- Papá Piquillo (1998)
- La mujer más fea del mundo (1999) como Sargento Pelayo
- Los lobos de Washington (1999)
- Se buscan fulmontis (1999)
- Operación gónada (2000)
- Noche de reyes (2001)
- El robo más grande jamás contado (2002)
- Diario de una becaria (2003)
- Haz conmigo lo que quieras (2003)
- Los Dalton contra Lucky Luke (2004)
- Tiovivo c. 1950 (2004)
- Ninette (2005)
- Bienvenido a casa (2006) como Mariano
- Locos por el sexo (2006)
- La venganza de Ira Vamp (2010)
- El monje (Le moine) (2011)
- Astérix y Obélix al servicio de su majestad (2012)
- Altamira (2016)
- Abracadabra (2017)
- Miamor perdido (2018)
- Hacerse mayor y otros problemas (2018)
- Pijamas Espaciales (2022)
- Desmadre incluido (2023)

### Televisión
- Inocente, inocente (1993-1995) Antena 3 - Presentador
- Éste es mi barrio (1996) Antena 3
- Arévalo y cía (1997) Antena 3 - varios
- Tio Willy (1998-1999) La 1 - Portero
- Ana y los siete (2002-2005) La 1 - como Bruno, el mayordomo
- El síndrome de Ulises (2008) Antena 3 - como Manolo
- Lalola (2008-2009) Antena 3 - como Santiago, el padre de Boogie
- Plaza de España (2011) La 1 - como Melitón, el antiguo secretario del marqués
- Prim, el asesinato de la calle del Turco (2014) La 1 - como Antonio de Orleans, duque de Montpensier
- Chiringuito de Pepe (2014; 2016) Telecinco - como Miguelo
- Olmos y Robles (2015) La 1 - Como Manuel Echevarría Blanco "El Colchones". 1 episodio: La venganza de Emiliano Pozuelo
- El Acabose (2017) - varios, 2 episodios
- El gran reto musical (2017) La 1 - Invitado

### Teatro
- Toc Toc
- Hamlet (2012)[2]